# NGC 1344
NGC 1344 في الفهرس العام الجديد، هي مجرة، تقع في كوكبة الكور. اكتشفت في 1790 بواسطة ويليام هيرشل.

## روابط خارجية
- NGC 1344 على موقع ويكي سكاي: DSS2, SDSS, GALEX, IRAS, Hydrogen α, X-Ray, Astrophoto, Sky Map, Articles and images